# تشيك فيل أي
تشيك فيل أياو چك فل اي(بالإنجليزية: Chick-fil-A) هي سلسلة مطاعم وجبات سريعة أمريكية في تحصير فطائر الدجاج تأسست في سنة 1946 عن طريق رجل الأعمال تروت كاثي ويقع مقرها في كوليج بارك في ولاية جورجيا، يتواجد اليوم حوالي 2200 مطعم فرع لها في كافة أنحاء الولايات المتحدة. تعتبر من أكثر المطاعم المتأثرة بالقيم المسيحية المحافظة في الولايات المتحدة واشتهرت لتحفظها تجاه المثليين ما عرضها للهجوم والنقد خصوصا من الجماعات الداعمة للمثليين جنسياً.

## روابط خارجية
- تشيك فيل أي على موقع IMDb (الإنجليزية)